# Godfrey Brown
Arthur Godfrey Kilner Brown, född 21 februari 1915 i Bankura i Västbengalen, död 4 februari 1995 i Sussex, var en brittisk friidrottare.
Brown blev olympisk mästare på 4 x 400 meter vid olympiska sommarspelen 1936 i Berlin.